# François Lambert
François Lambert (Avignon, ca. 1486 – Frankenberg, 8 april 1530), lat. Franciscus Lambertus, was een protestants kerkhervormer. Zijn plan voor een nieuwe kerkorde met democratische elementen vond onvoldoende steun.

## Leven
Lambert was de zoon van een pauselijk secretaris te Avignon, waar hij tussen 1485 en 1487 werd geboren. Rond zijn vijftiende vervoegde hij het lokale franciscanenklooster. Na kort een overgang naar de strengere kartuizers te hebben overwogen, werd hij na 1517 rondreizend predikant. Op zijn tochten door Frankrijk, Italië en Zwitserland kwam hij in contact met nieuwe ideeën. Zelfstudie schokte zijn rooms-katholieke geloof. In Lyon publiceerde hij een traktaat tegen de overdreven Mariaverering (La corone de nostre Saulveur Jesus Christ, 1520). Tegen 1522 had hij zijn orde verlaten en contact gelegd met de leiders van de Reformatie in Zwitserland en Duitsland, zonder zich evenwel te bekennen tot het zwinglianisme of tot het lutheranisme. Hij ontmoette Agrippa en ging met Zwingli in debat te Zürich, om dan via Eisenach verder te trekken naar het Wittenberg van Luther, waar hij les gaf aan de universiteit en in 1523 trouwde met een bakkersdochter.
In 1524 vestigde Lambert zich in Straatsburg bij de humanist Nikolaus Gerbel, met de bedoeling zijn reformatorische ideeën te verspreiden onder de Franstalige inwoners van de stad. Hij botste echter op het wantrouwen van de Duitstaligen en kreeg in 1526 een publicatieverbod opgelegd. Zijn vriend Jacob Sturm bezorgde hem een aanbeveling voor landgraaf Filips van Hessen, de meest liberale van de hervormingsgezinde vorsten. Met Filips' aanmoediging stelde hij het plan voor kerkhervorming op waarvoor hij beroemd is.
Het plan nam de vorm aan van thesen (Paradoxa) die aan de synode van Homberg werden voorgelegd. De basis van het plan was in essentie democratisch en congregationeel. Het vertrouwde het bestuur van de hele kerk toe aan een synode. Priesters zouden worden verkozen door de congregatie, en het canoniek recht moest volledig op de schop. De katholieke woordvoerder Nikolaus Ferber was tegen, terwijl ook Luther bij de landgraaf tussenbeide kwam om het plan op te geven, aangezien de lutheranen hun zaak tegen die tijd met de vorsten hadden verbonden eerder dan met het volk. Toch werden enkele bepalingen werkelijkheid, zoals de stichting van een evangelische universiteit.
Landgraaf Filips bleef Lambert begunstigen. Hij werd professor en deken van de theologische faculteit aan de nieuwe Universiteit van Marburg. Een van zijn leerlingen was Patrick Hamilton, de Schotse martelaar. Het was onder impuls van Lambert dat Hamilton zijn Loci communes schreef, ook wel bekend als Patrick's Pleas. Lambert nam ook deel aan de grote conferentie van Marburg in 1529. Na lange weifeling tussen de lutherse en de zwingliaanse conceptie van de Eucharisitie, opteerde hij op de conferentie definitief voor de laatste. Nog in dat jaar bracht hij zijn hoofdwerk uit, de Somme chrestienne, opgedragen aan keizer Karel V.
Terwijl Lambert via Martin Bucer een aanstelling in Franstalig Zwitserland probeerde te bekomen, moest hij met zijn ganse universiteit uitwijken naar Frankenberg wegens een pestuitbraak. Hij bezweek aan de epidemie op 8 april 1530 en werd begraven in Marburg.